# Biserica de lemn din Cuci

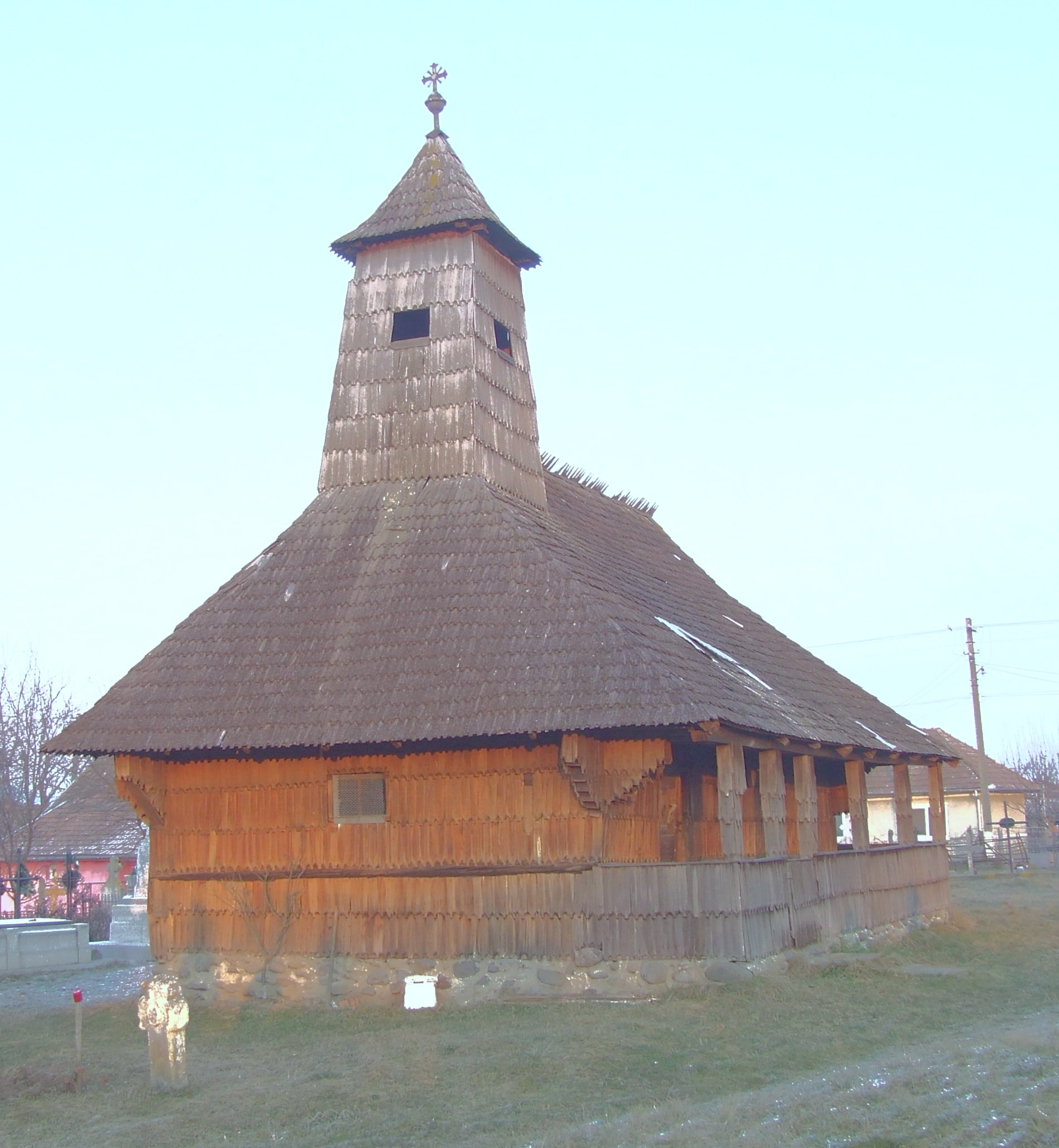
Biserica de lemn din Cuci (2008)

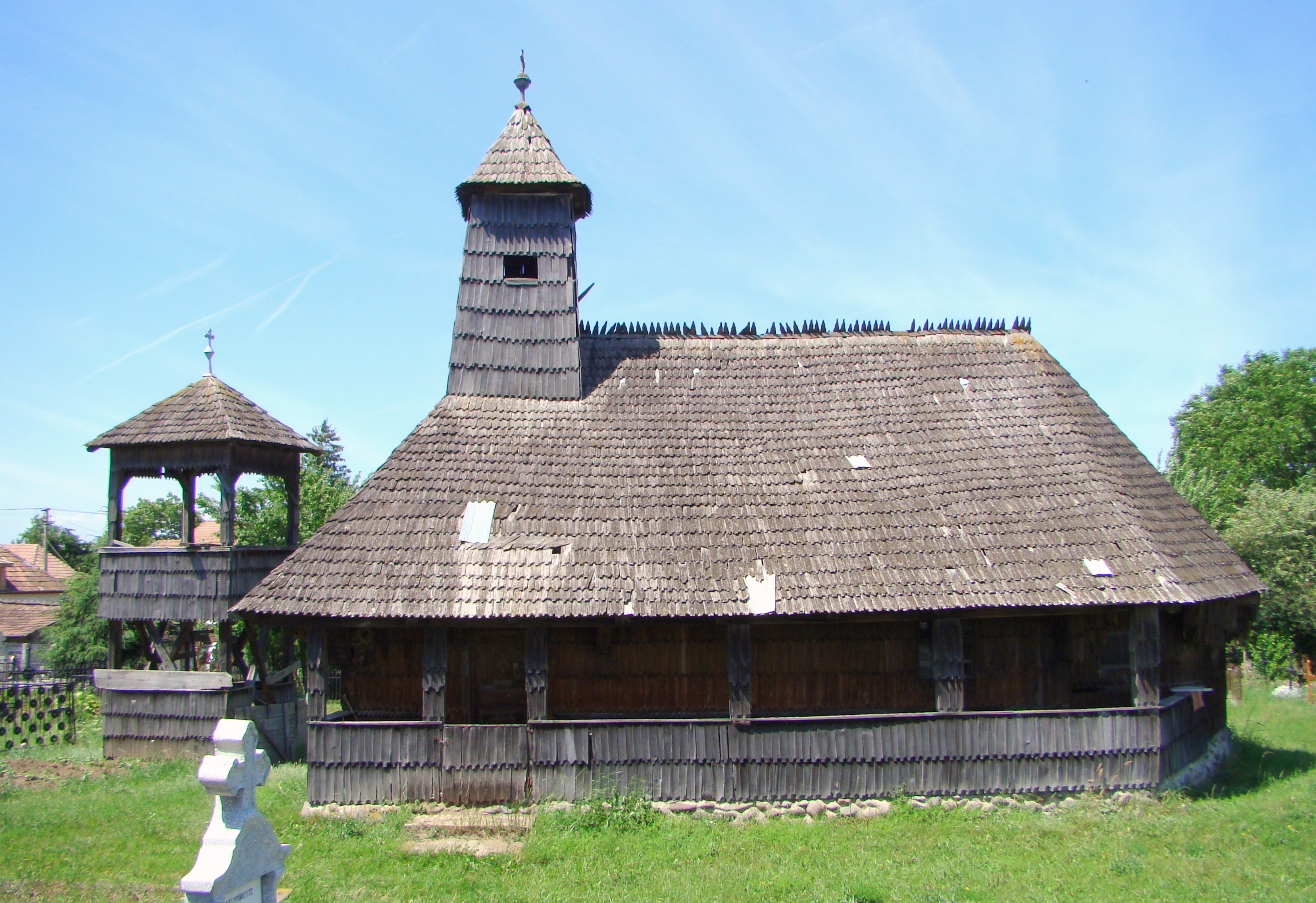
Vedere de ansamblu, iunie 2009

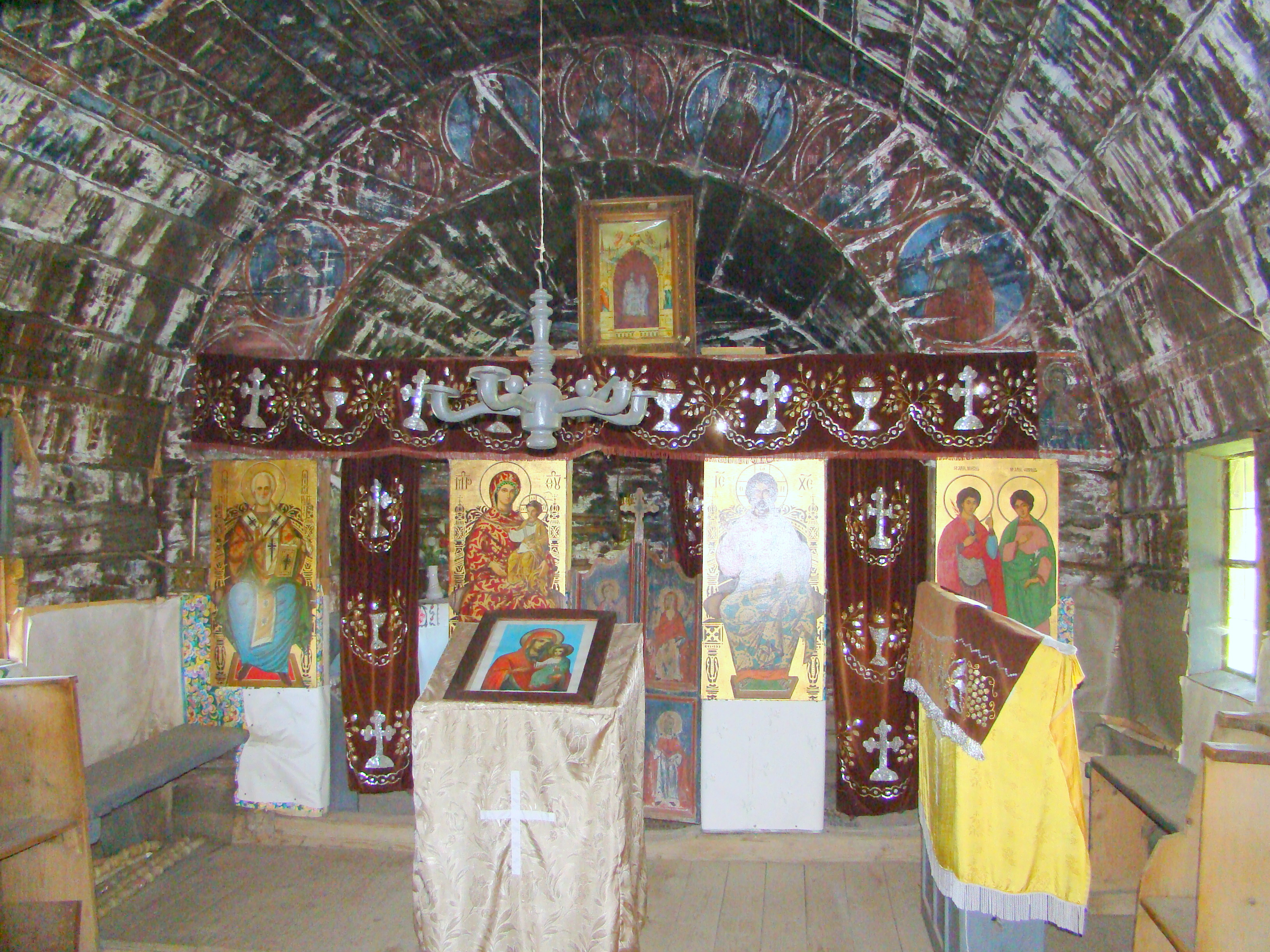
Interiorul navei, iunie 2009

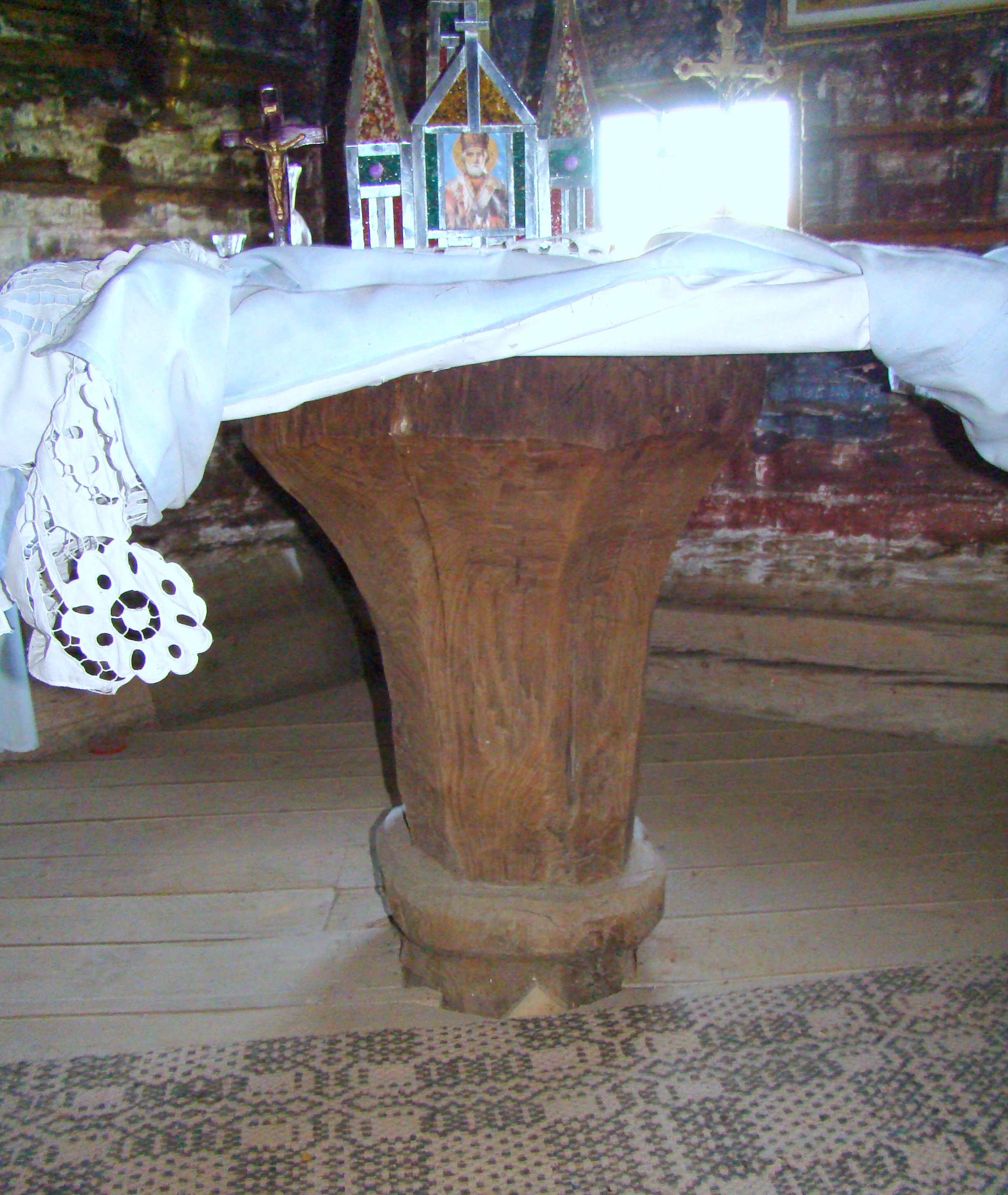
Piciorul mesei altarului

Biserica de lemn din Cuci, din comuna cu același nume, județul Mureș, datează din secolul al XVII-lea și are hramul „Sfinții Arhangheli Mihail și Gavriil”. Biserica se află pe noua listă a monumentelor istorice sub codul LMI:  MS-II-m-B-15640.

## Istoric și trăsături
A fost reconstruită după anul 1733, particularitatea arhaică, a unghiului în ax la altar (nedecroșat, cu patru laturi), dimensiunile navei (7,35 m/4,20 m) și decorul paramentului, coborându-i începutul în secolul al XVII-lea. Se remarcă consolele, cioplite în retrageri succesive, și brâul puternic profilat, aflat jos, pe cea de a treia bârnă.
Interiorul lăcașului prezintă câte o boltă semicilindrică peste navă și absidă, tangente la linia pereților, cea din urmă fiind racordată prin două fâșii curbe. Peste pronaos a apărut, târziu, clopotnița scundă, după modă și nu din necesitate, căci spre nord-vest a rămas construcția, pe două nivele deschise, destinată clopotelor. O altă înnoire a fost prispa, de pe latura de sud, pentru acoperirea căreia a fost modificată șarpanta.
Pictura murală este compromisă. Urmele chenarelor, din panglică sau romburi, subiectele iconografice și paginarea lor, observarea unor compoziții mai bine păstrate (Sacrificiul lui Avraam, Adam și Eva, mucenicul Cristofor cu cap de oaie) ca și friza apostolilor de pe tâmplă, atestă că zugravul făcea parte din școala de la Feisa.

## Imagini din exterior

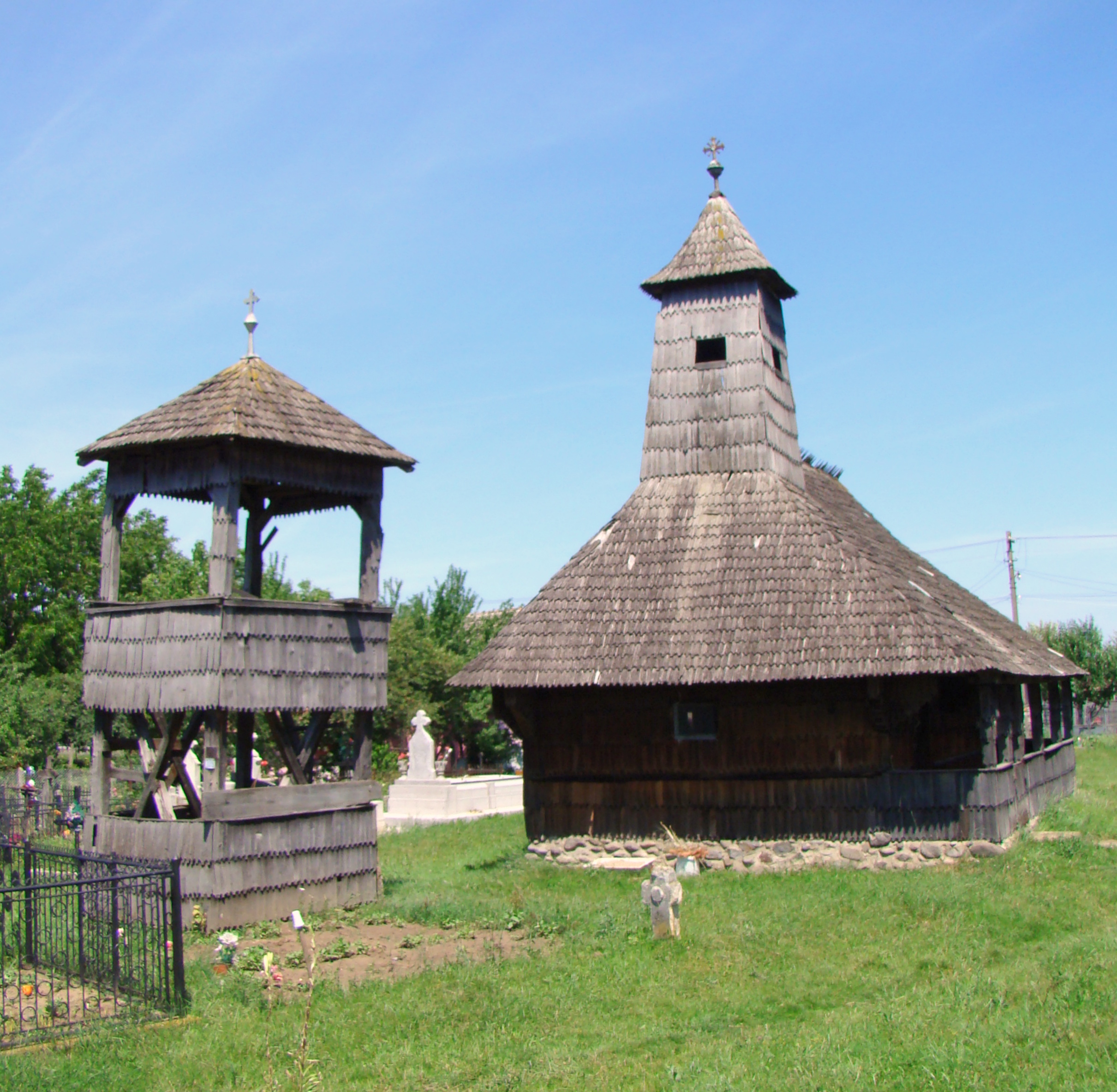
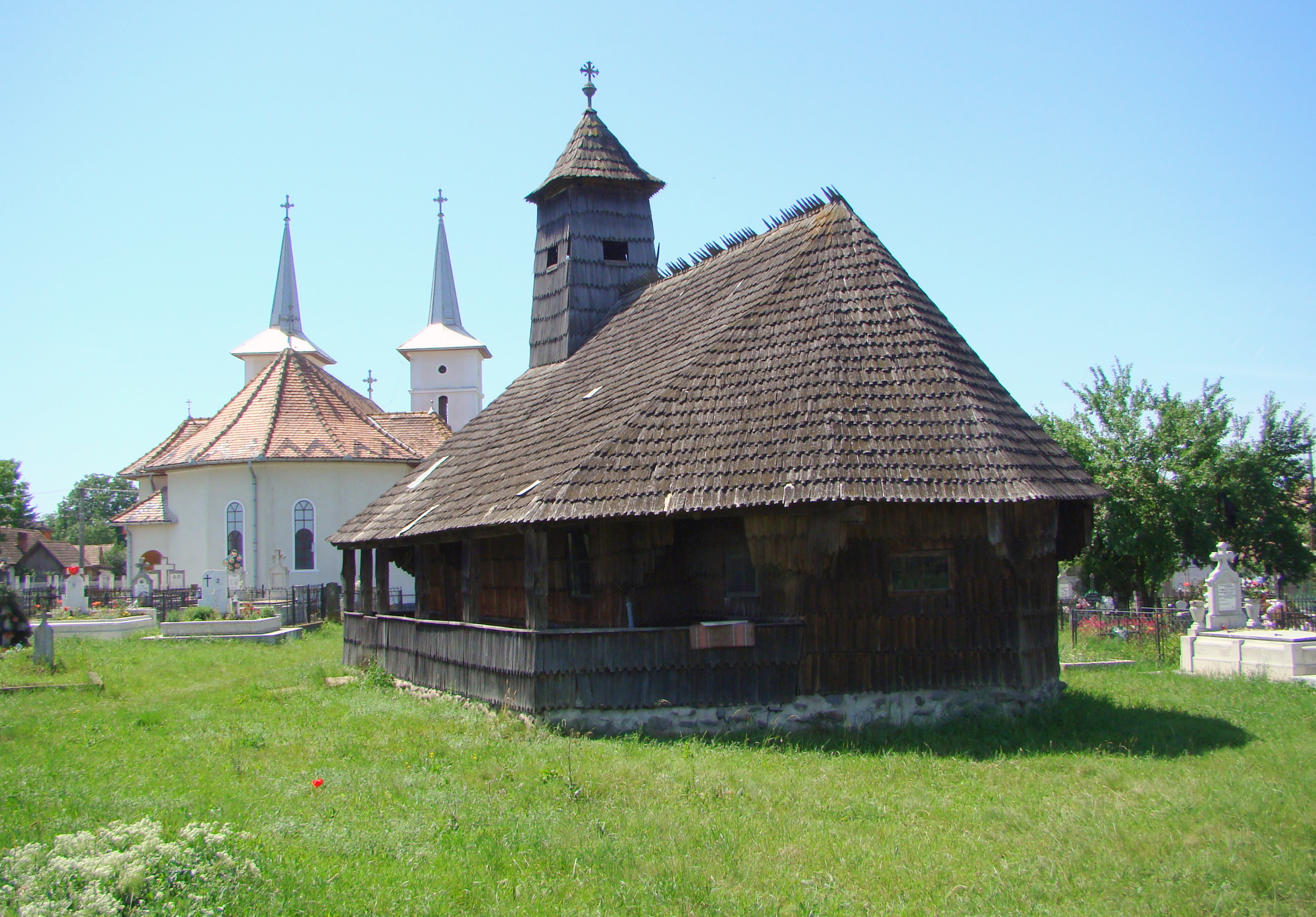
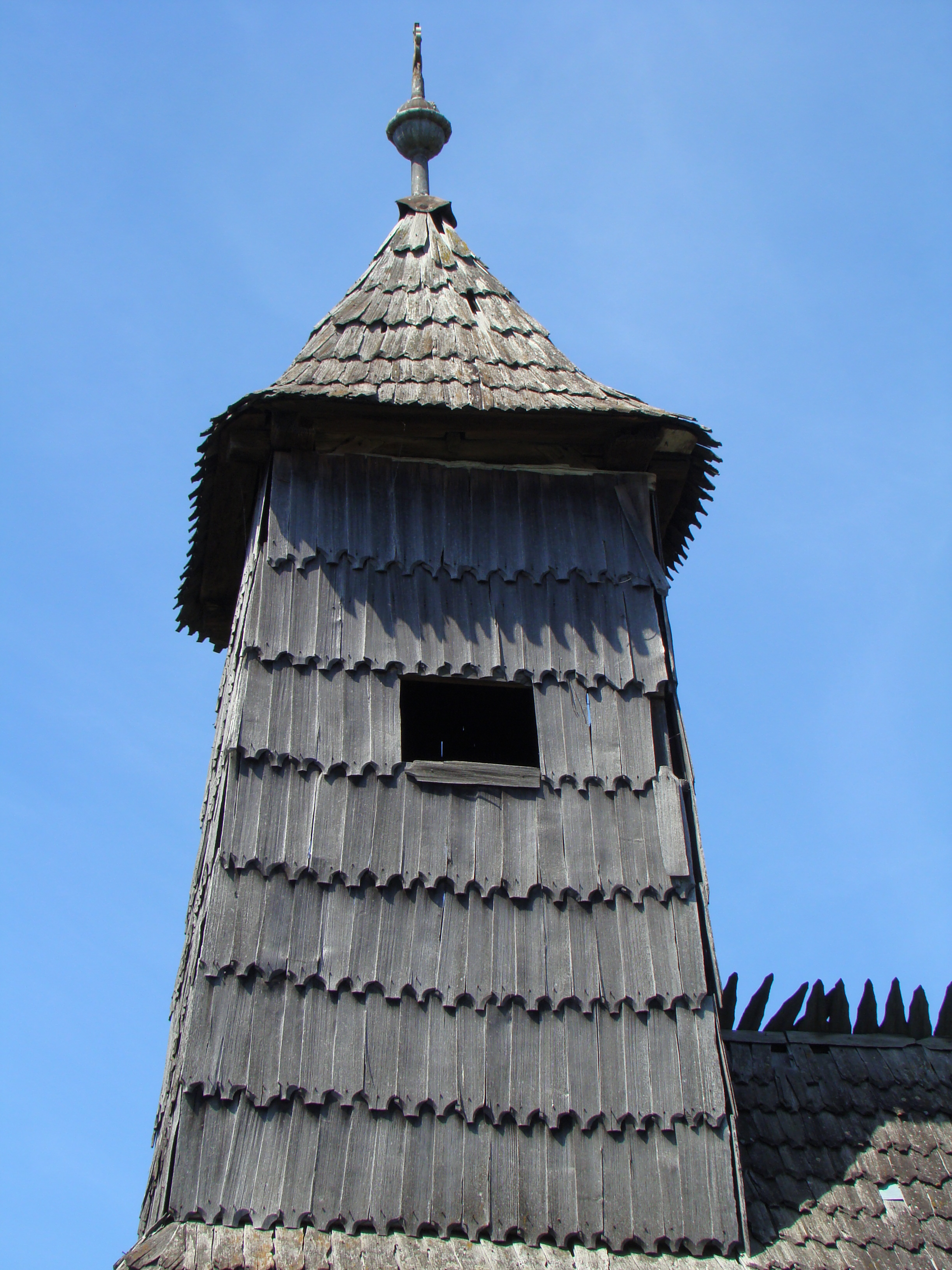
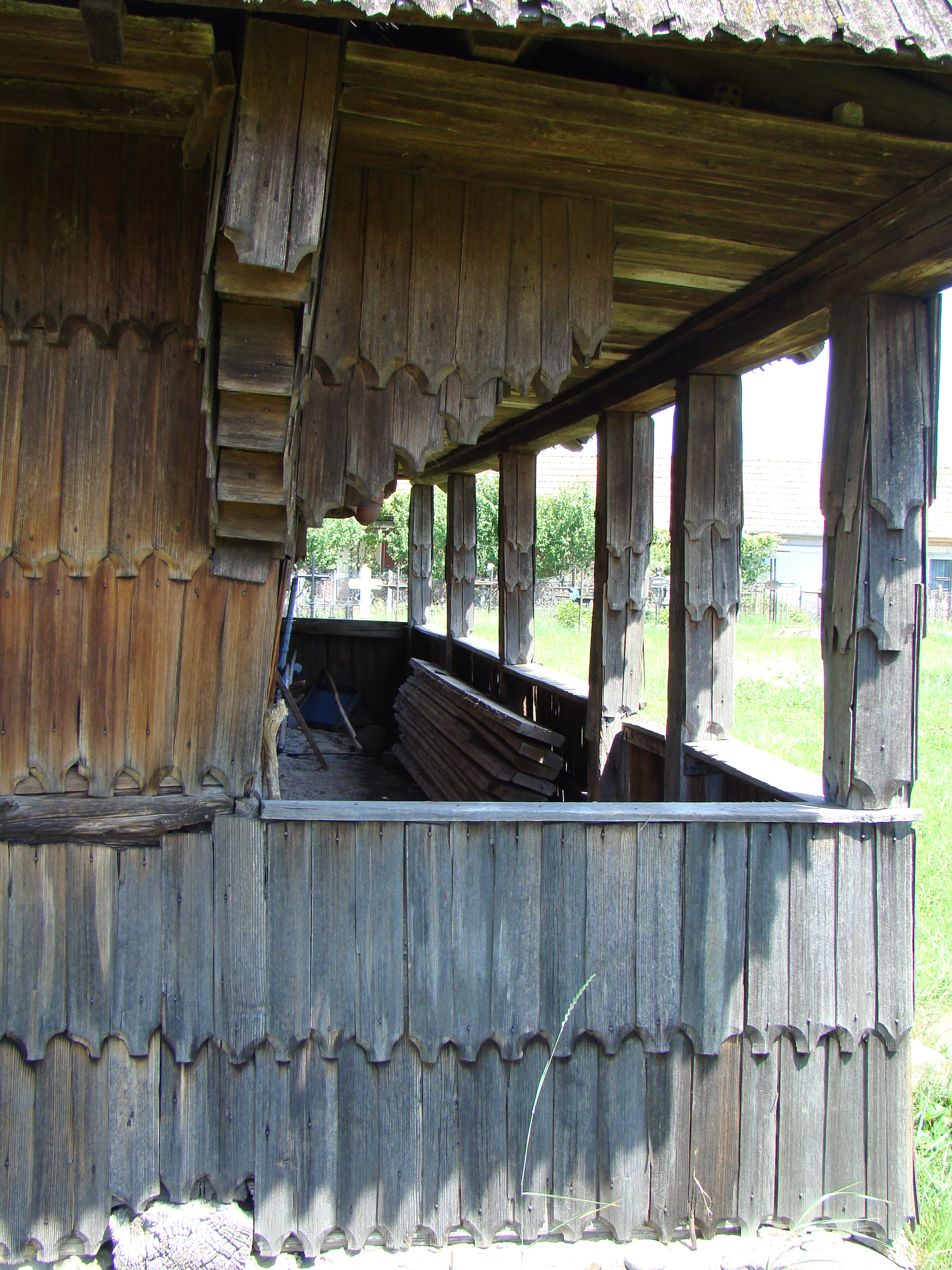
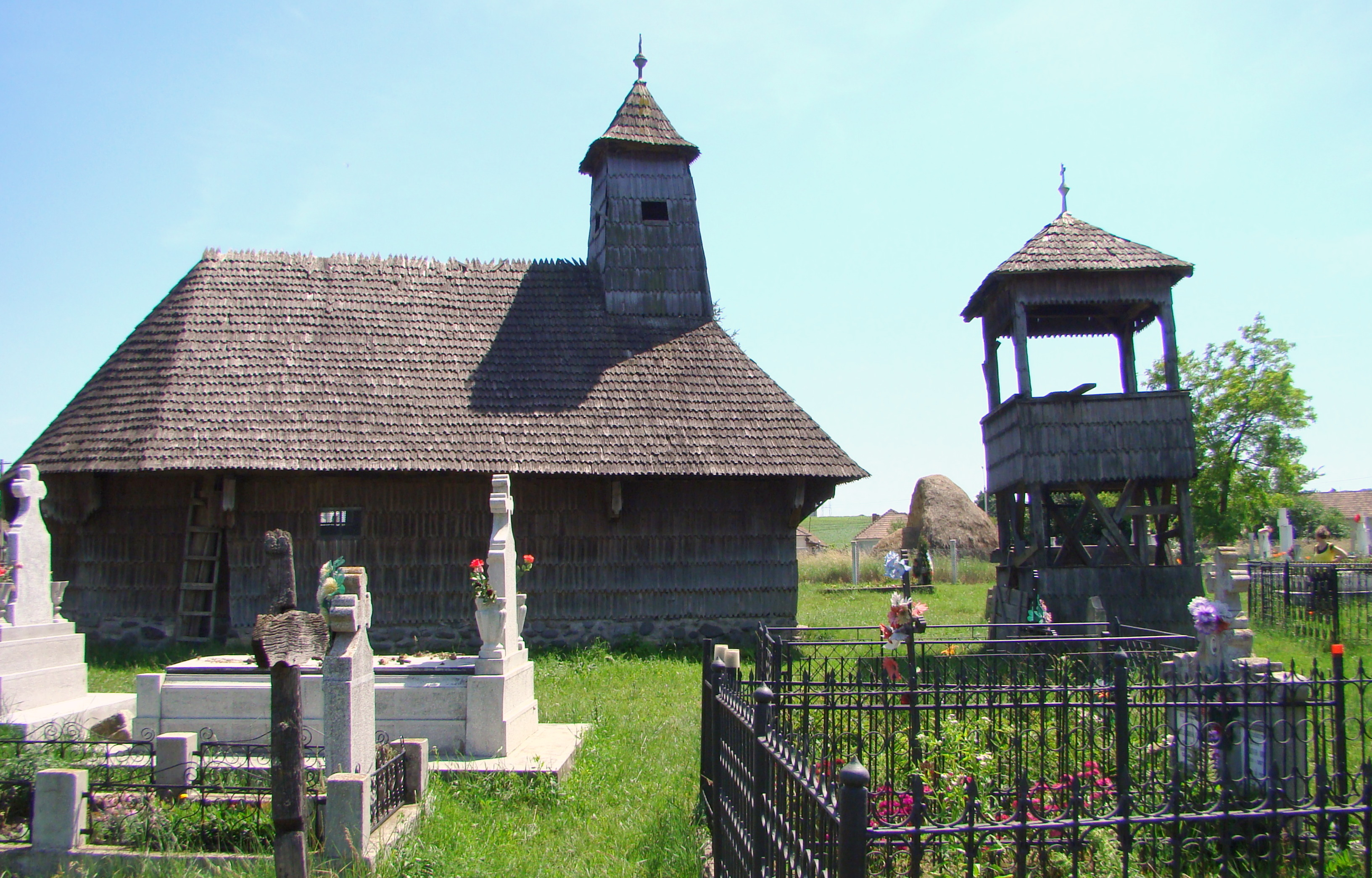
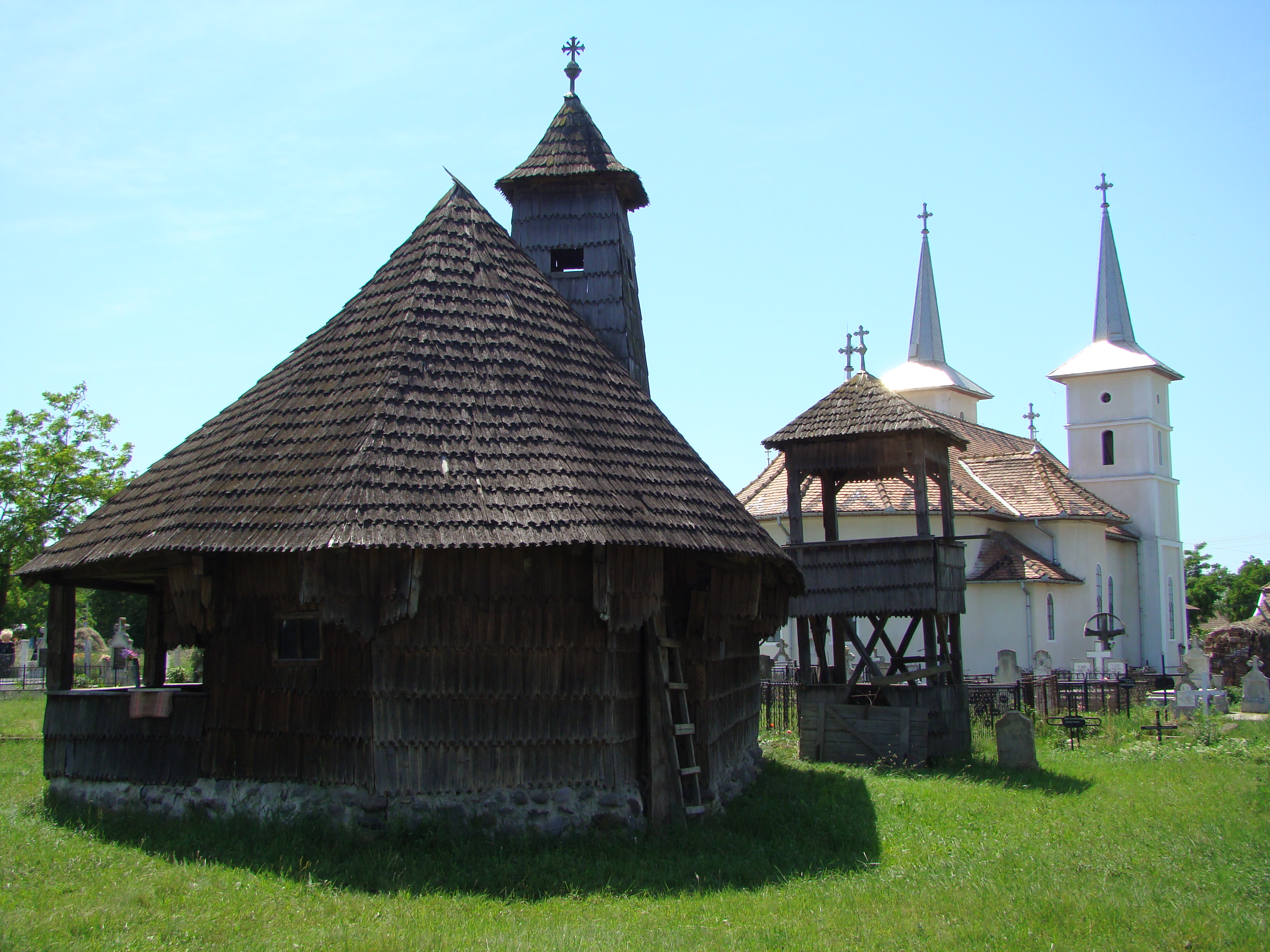
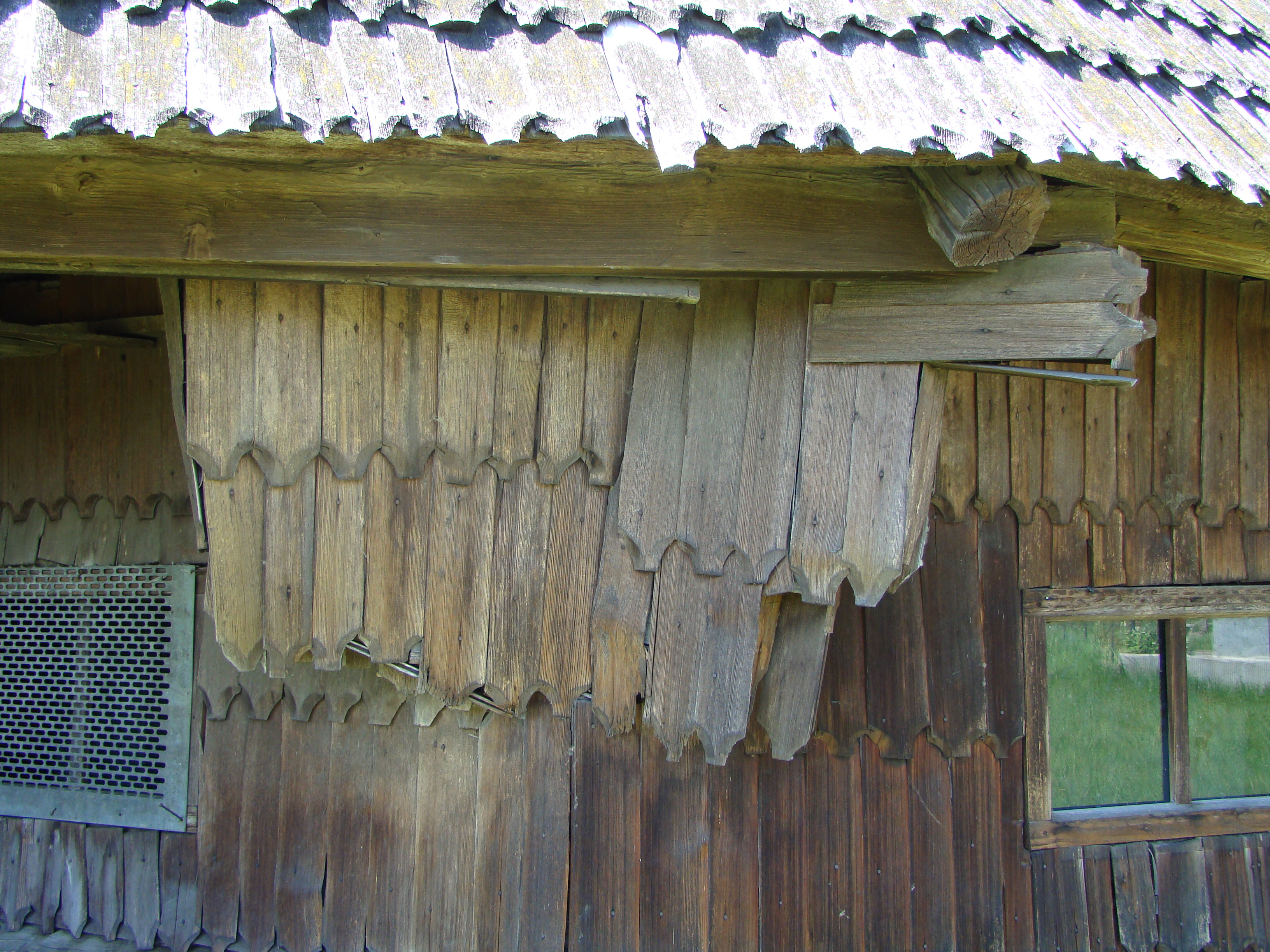
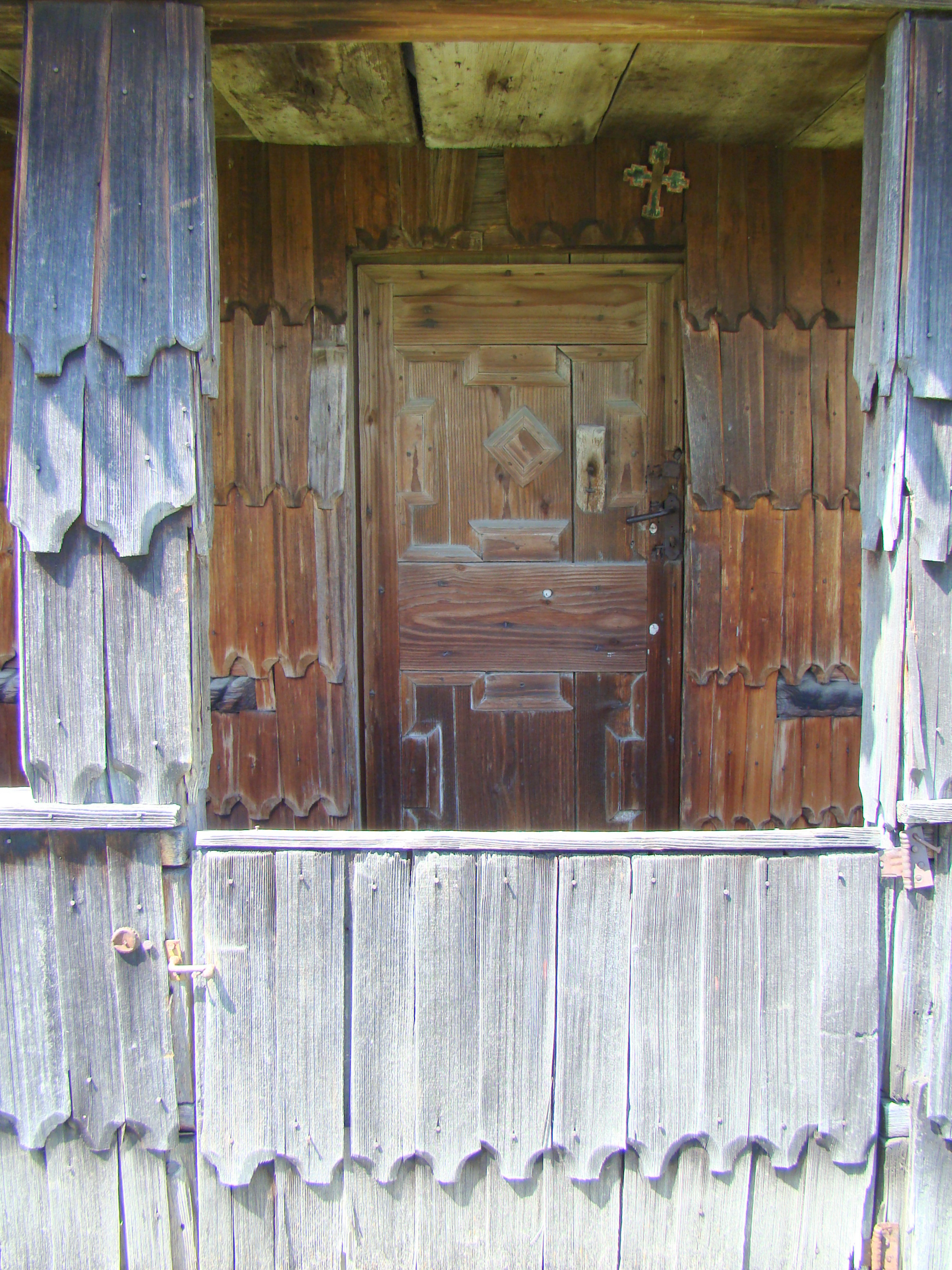
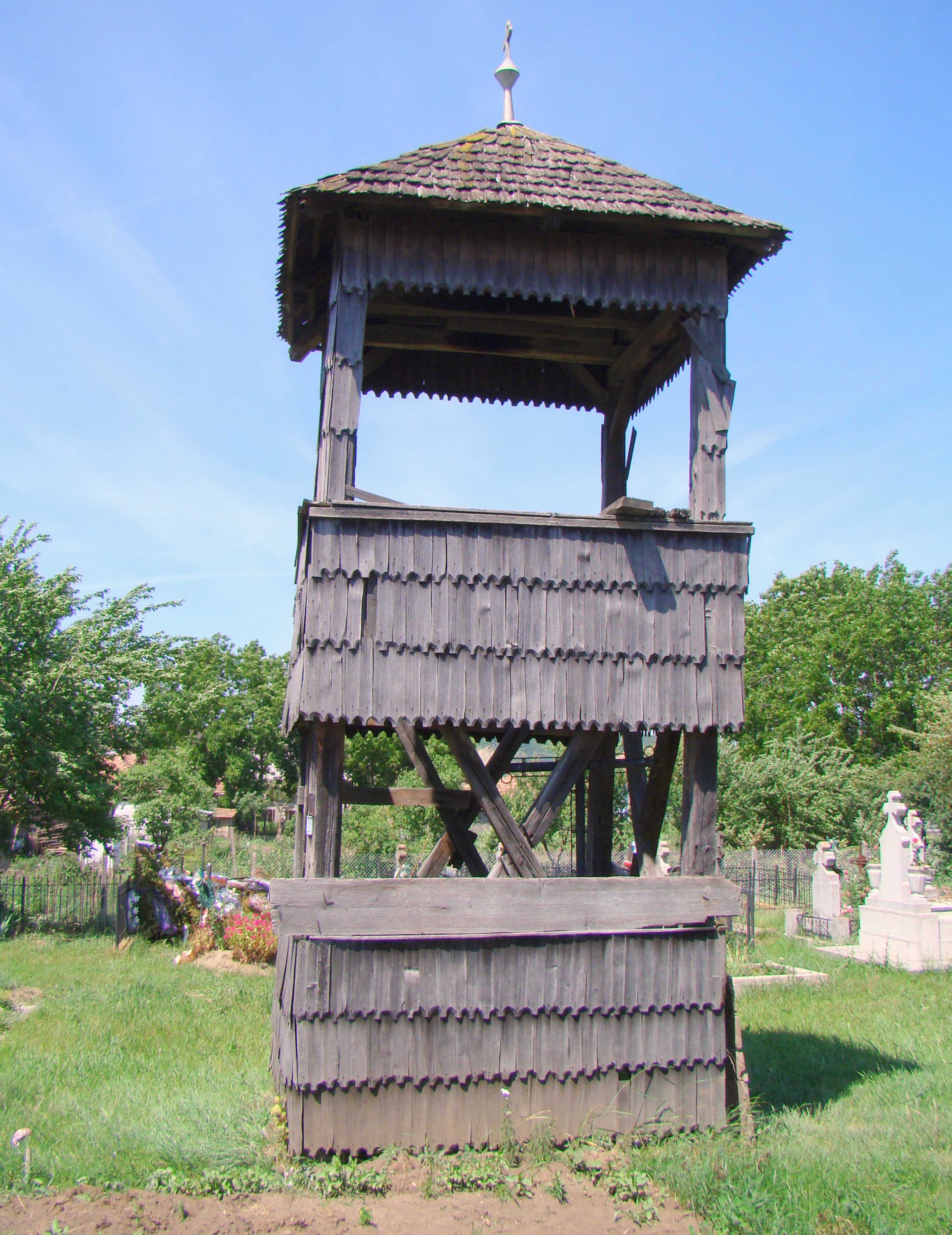

## Imagini din interior

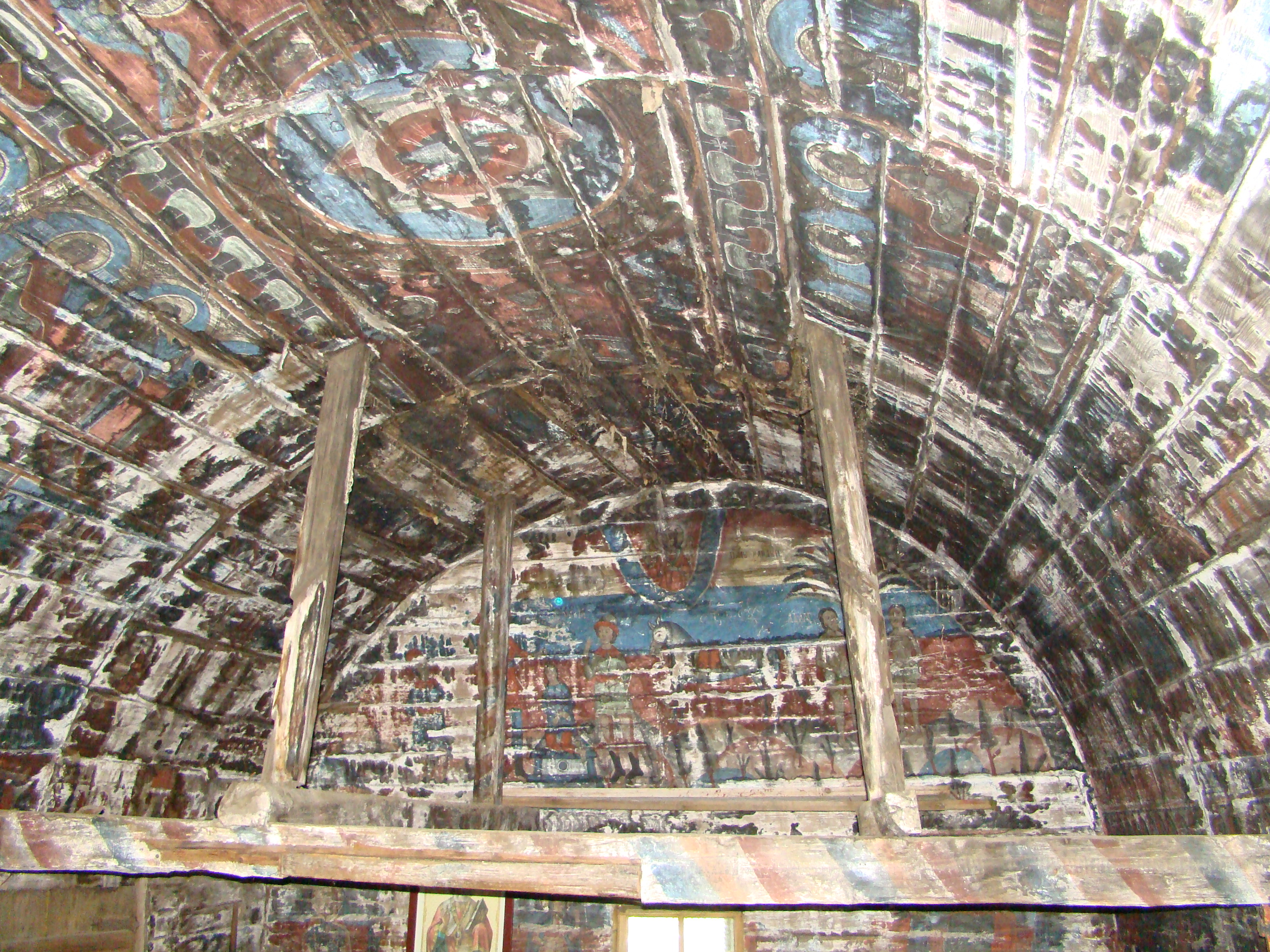
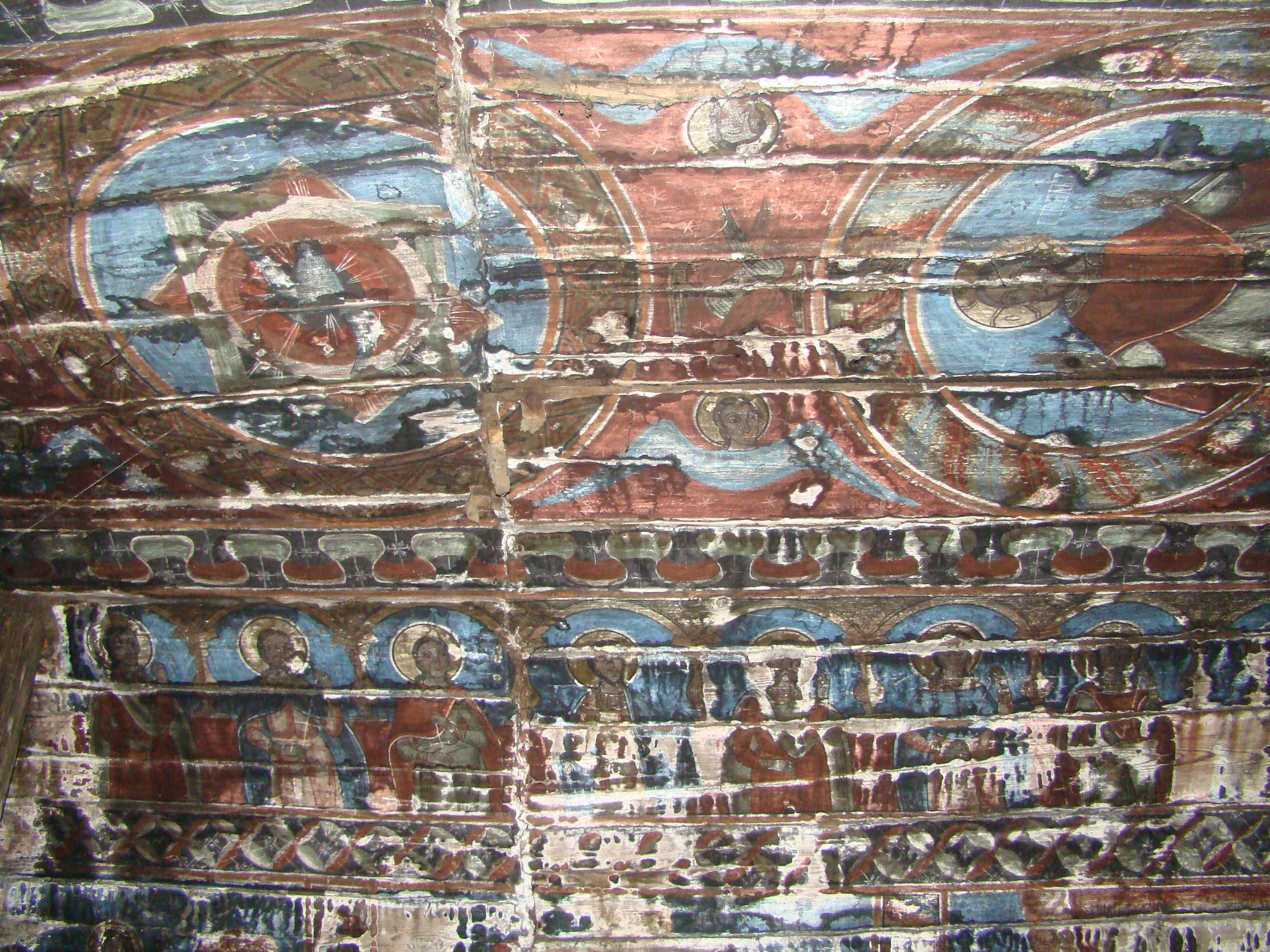
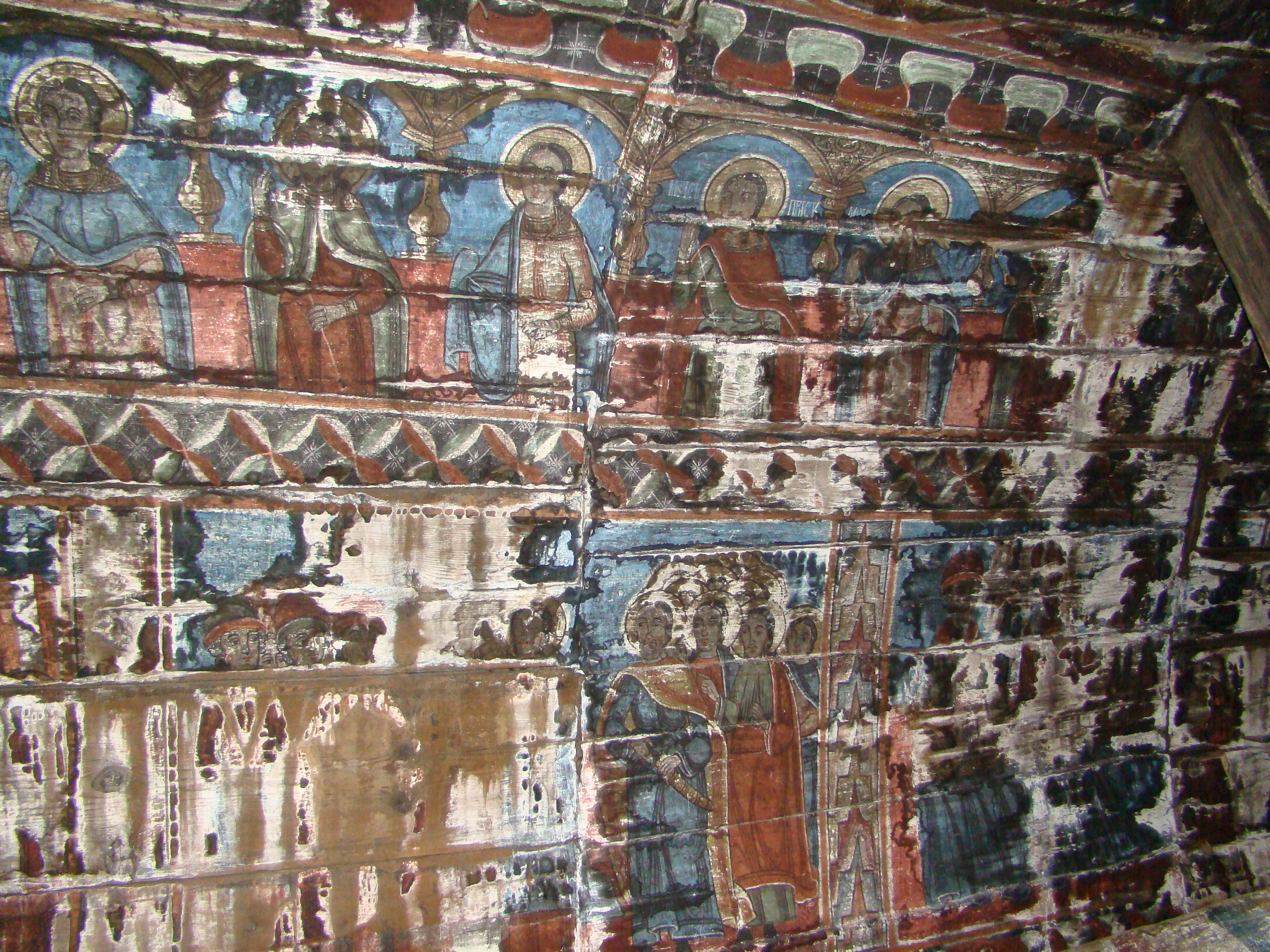
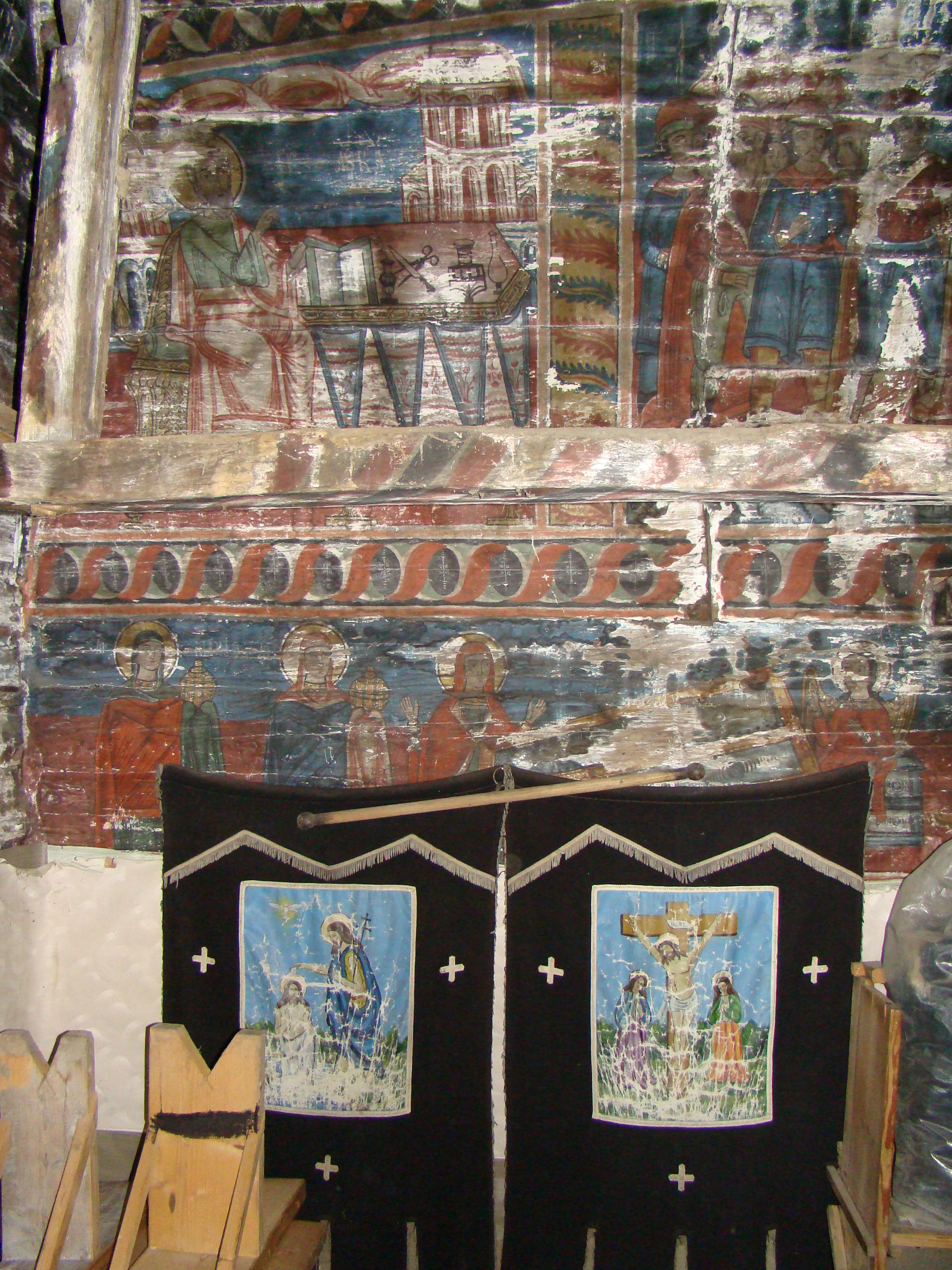
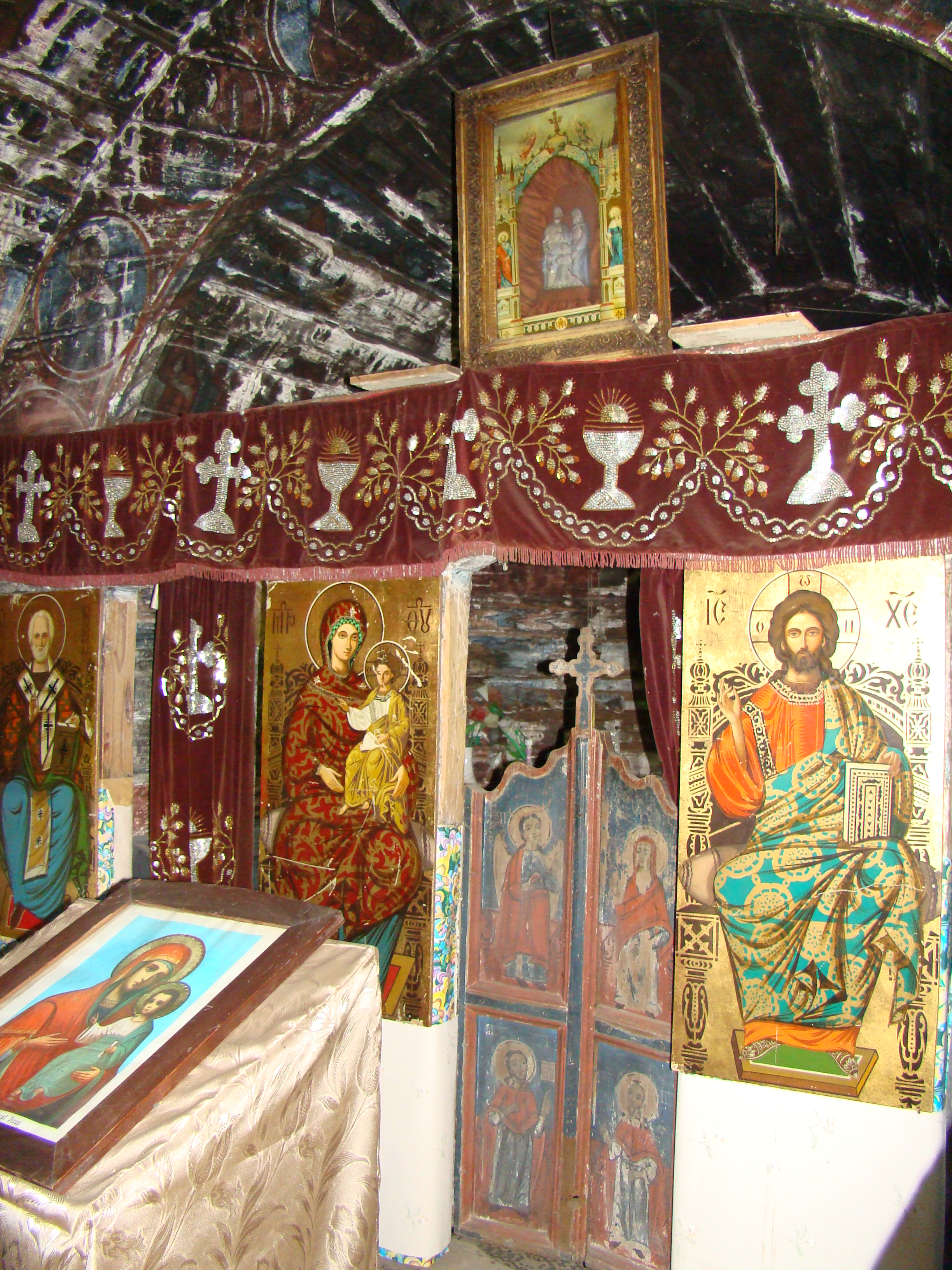
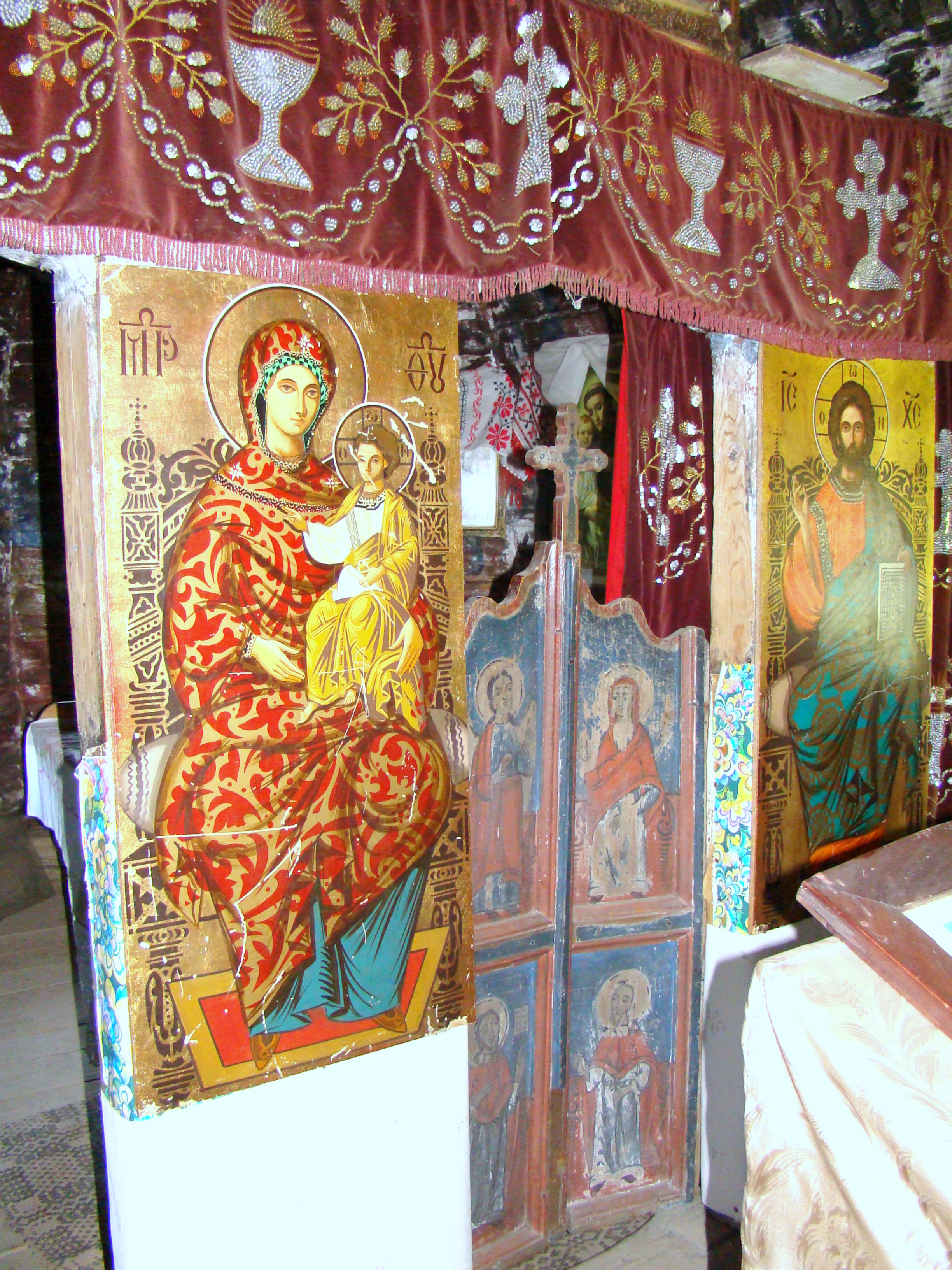
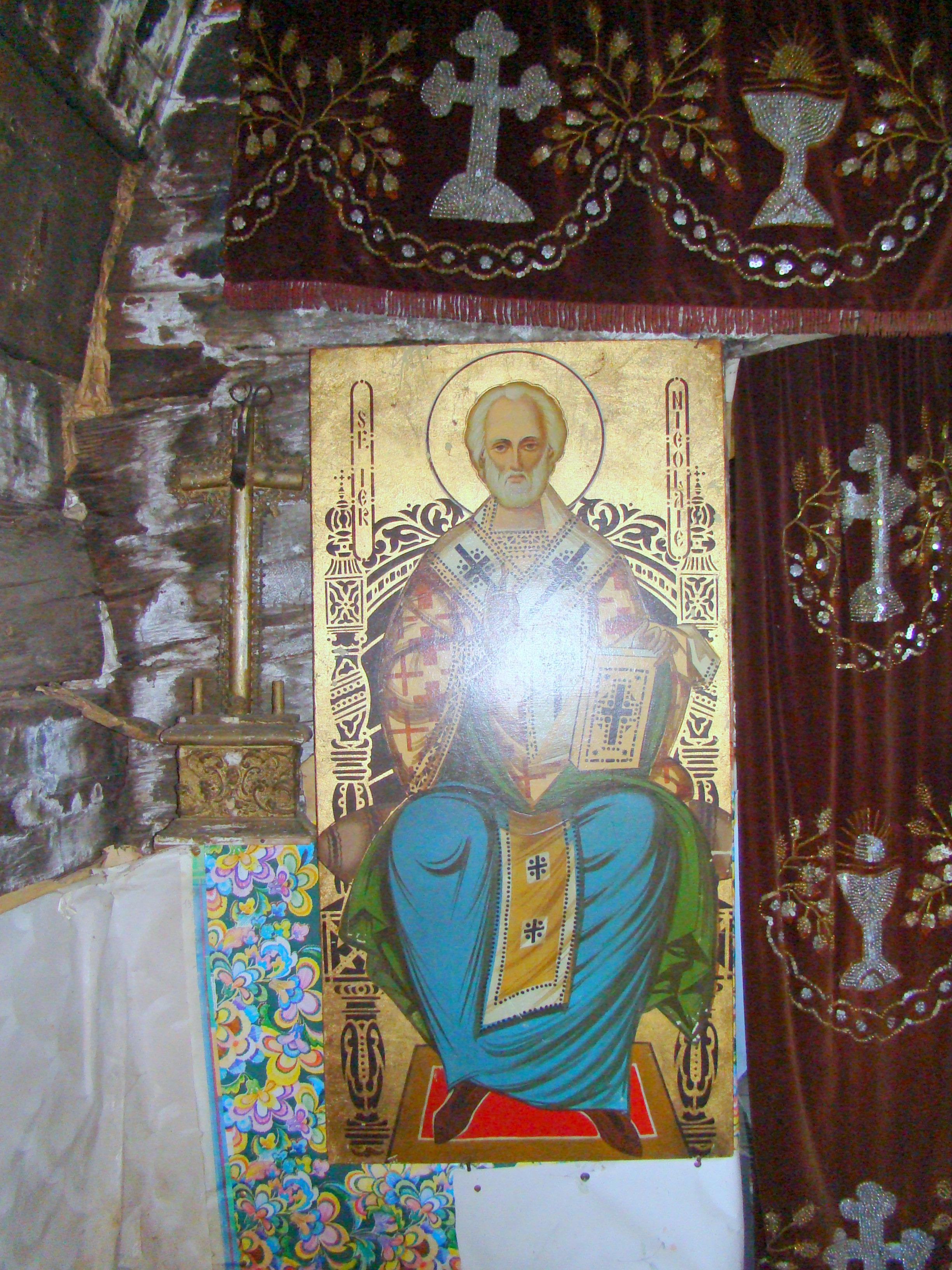
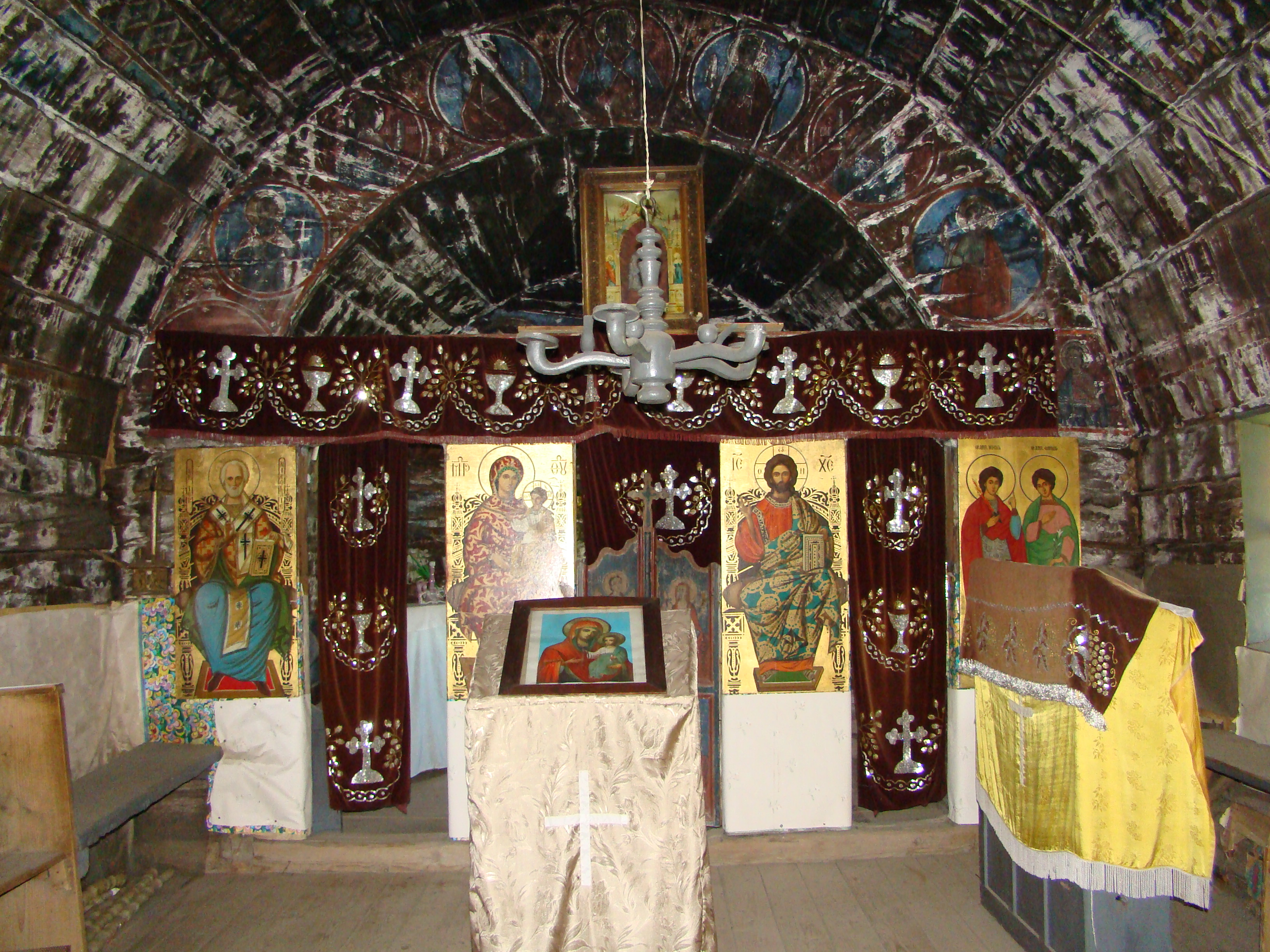